# Journal of Fourier Analysis and Applications
Journal of Fourier Analysis and Applications is een internationaal, aan collegiale toetsing onderworpen wetenschappelijk tijdschrift op het gebied van de toegepaste wiskunde, met name toepassingen van fourieranalyse.
De naam wordt in literatuurverwijzingen meestal afgekort tot J. Fourier Anal. Appl.
Het tijdschrift werd oorspronkelijk uitgegeven door de uitgeverij Birkhäuser in Boston, en later overgenomen door Springer Science+Business Media. Het verschijnt 4 keer per jaar.
Het eerste nummer verscheen in 1994.